# Lars Herman Gyllenhaal
Lars Herman Gyllenhaal, född 20 mars 1790 på Härlingstorp, död 22 december 1858 på Härlingstorp, var en svensk friherre av Gyllenhaal till Härlingstorp, en av rikets herrar, ämbetsman och politiker; han var justitiestatsminister 1843–1844.

## Biografi
Lars Herman Gyllenhaal var son till godsägaren Lars Herman Gyllenhaal och dennes hustru Hedvig Margareta Leuhusen. Han studerade vid Uppsala universitet där han tog kansli- och hovrättsexamen, varefter han fick tjänst vid Göta hovrätt. 1812 blev han vice häradshövding och 1813 häradshövding. Han började samma år vid Svea hovrätt och utsågs till assessor där 1820. 1828 blev han lagman i Västernorrlands lagsaga och 1836 president i Göta hovrätt. Hos Karl XIV Johan inträdde han 1832 som hovmarskalk.
Kungen utsåg honom 1843 till justitiestatsminister, men det var med stor ovilja han tillträdde posten. När Oscar I blev kung året därpå, avgick Gyllenhaal och återgick till Göta hovrätt som president. Han ansågs alltför konservativ för politikerbanan, men uppträdde dock i riksdagarna 1850–51 som lantmarskalk utnämnd av Oscar I, som bad honom stoppa en avveckling av fyrståndsriksdagen och införande av en parlamentarisk mer demokratiskt sammansatt riksdag, vilket han trots ålderskrämpor lyckades med. Orsaken till Oscar I:s omsvängning från liberalism till en mer konservativ inställning var de oroligheter i hela Europa som följde på 1848 års revolutionära händelser i Frankrike.
År 1843 upphöjdes han till friherrelig värdighet med namnet Gyllenhaal till Härlingstorp.
År 1815 gifte han sig med Henrika Lovisa Ulrika Tham, syster till majoren Pehr Sebastian Tham, som dog året därefter. 1820 gifte Gyllenhaal om sig med Elisabeth Sofia Palm.

## Utmärkelser[1]
- Riddare och Kommendör av Kungl. Maj:ts Orden/Riddare av Kungl. Serafimerorden (RoKavKMO, 1851)
- Kommendör med storkors av Kungl. Nordstjärneorden (KmstkNO)
- Riddare av Kungl. Carl XIII:s orden (RCXIII:sO, 1847)
- Hedersledamot av Kungl. Lantbruksakademien (HedLLA, 1843)